# Emrah Kol
Emrah Kol (* 17. Februar 1986 in Trabzon) ist ein türkischer Fußballspieler.

## Karriere
Kol begann mit dem Vereinsfußball in der Jugendabteilung von Trabzonspor. Hier erhielt er im Sommer 2006 einen Profivertrag und nahm am Saisonvorbereitungscamp teil. Nach diesem Camp wurde er an den Drittligisten Sarıyer SK. 
Zur Saison 2007/08 wechselte er zum Zweitligisten Giresunspor. Nach einer Saison verließ er diesen Verein und spielte für diverse Zweitligisten. 2010 wechselte er zum Zweitligisten Boluspor. Nachdem er hier die Hinrunde verbracht hatte, wurde er für die Rückrunde an den Ligakonkurrenten Güngören Belediyespor ausgeliehen. Zum Saisonende kehrte er zu Boluspor zurück und spielte wieder die Hinrunde für diesen Verein. 
Zur Rückrunde wechselte er erneut zu Güngören Belediyespor, welches mittlerweile seinen Namen in Istanbul Güngörenspor umgewandelt hatte. Nachdem dieser Verein zum Saisonende in die TFF 2. Lig abgestiegen ist, verließ Kol diesen und heuerte beim Zweitligisten Gaziantep Büyükşehir Belediyespor an. Zur nächsten Winterpause verließ er diesen Klub Richtung Drittligist Aydınspor 1923. Nachdem dieser Wechsel doch nicht zustande gekommen war, spielte Kol die Rückrunde für Istanbul Güngörenspor.
Zum Sommer 2014 wechselte er zum Drittligisten Yeni Malatyaspor. Mit diesem Verein erreichte er am 34. Spieltag der Saison 2014/15, dem letzten Spieltag der Saison, die Meisterschaft und damit den Aufstieg in die TFF 1. Lig. Zur neuen Saison wechselte er zum Drittligisten Amed SK.

## Erfolge
Mit Yeni Malatyaspor
- Meister der TFF 2. Lig und Aufstieg in die TFF 1. Lig: 2014/15